# Fondation nationale pour la science
Pour les articles homonymes, voir NSF (homonymie).
Ne doit pas être confondu avec Fondation nationale des sciences politiques.
La Fondation nationale pour la science (en anglais (US) National Science Foundation, en abrégé NSF) est une agence indépendante du gouvernement des États-Unis, destinée à soutenir financièrement la recherche scientifique fondamentale. Elle est l'équivalent américain de l’ANR en France. La NSF fonctionne principalement par l'établissement de subventions de recherche, à des universités, des laboratoires, ou des individus (directeurs de laboratoires, chargés de recherche, ou étudiants en maîtrise ou doctorat).

## Histoire et mission
La NSF fut créée par le National Science Foundation Act de 1950. Sa mission déclarée est de « promouvoir le progrès des sciences ; d'améliorer la santé, la prospérité, et le bien-être nationaux ; et d'assurer la défense nationale » (To promote the progress of science; to advance the national health, prosperity, and welfare; and to secure the national defense).
Certains historiens des sciences considèrent la NSF comme un mauvais compromis (forged consensus) entre différentes perceptions, incompatibles entre elles, du rôle du gouvernement fédéral des États-Unis et de l'étendue de son action. Constamment critiquée pour l'insuffisance de ses fonds, la NSF eut l'occasion de réaffirmer son rôle de principale agence gouvernementale civile pour le financement de la recherche fondamentale avec le Mansfield Amendment en 1973. Le Mansfield Amendment limite expressément le financement de la recherche fondamentale par les agences militaires, telles que la DARPA (Defense Advanced Research Projects Agency), l'ONR (Office of Naval Research), et l'AFOSR (Air Force Office of Scientific Research), sauf pour les projets qui ont des applications militaires directes. Cet amendement fut très controversé car il réduisit une source importante de financement de la recherche fondamentale, tandis que la NSF s'avéra incapable de remplacer totalement les fonds ainsi supprimés.

## Contrôle
Les activités de la NSF (sauf pour ce qui relèverait de La Défense nationale) sont programmées et contrôlées sous l'égide du Comité des sciences, de l'espace et des technologies de la Chambre des représentants des États-Unis.

## Domaines de recherche subventionnés par la NSF
- Biologie
- Sciences de la Terre
- Informatique et Sciences de l'information
- Ingénierie
- Mathématiques, Statistiques
- Sciences de l'éducation
- Sciences économiques et sociales, science du comportement
- Science de l'environnement
- Sciences physiques (Astronomie/Astrophysique, Chimie, Physique)

## Programmes spéciaux
La NSF organise divers programmes spéciaux, notamment pour tenter d'augmenter la participation aux sciences des minorités sous-représentées (femmes, personnes handicapées, Noirs-Américains, Hispaniques, Asiatiques, Amérindiens), et pour faciliter l'interaction entre recherche et éducation dès le lycée afin d'attirer un plus grand nombre d'étudiants vers les sciences.
La NSF finance également des projets spéciaux à l'échelle nationale tels que la Bibliothèque Nationale Scientifique Numérique (National Science Digital Library). Cette action est intégrée dans une réflexion plus globale sur la cyberinfrastructure, animée également par la NSF.

## La NSF et la NASA
Dans le domaine de l'astronomie, l'assignation d'un projet à la responsabilité de la NSF ou celle de la NASA n'est pas toujours claire. Dans la division actuelle, la NASA finance les opérations nécessitant une mise en orbite, telles que les satellites-télescopes (Hubble, Chandra et Spitzer), tandis que la NSF finance les projets au sol (IceCube, LIGO (Laser Interferometer Gravitational-Wave Observatory)…).

## La NSF comme modèle?
En France, l'Agence nationale de la recherche (ANR) s'inspire du fonctionnement de la NSF. La pertinence d'un tel modèle dans le contexte français est fortement remise en question par les chercheurs du collectif Sauvons la recherche[réf. nécessaire].

## Flotte de navires océanographiques
- RV Sikuliaq (2015)
- RV Laurence M. Gould (1997)
- RV Clifford A. Barnes (1995)
- RV Nathaniel B. Palmer (1992)
- RV Marcus G. Langseth (1991)
- RV Oceanus (1976)
- RV Endeavor (1976)